# Harcerska Grupa Pogromców Komunizmu
Harcerska Grupa Pogromców Komunizmu (później Konspiracyjna Organizacja Młodzieżowa) – młodzieżowa, konspiracyjna organizacja niepodległościowa działająca w latach 1949-1950 na Suwalszczyźnie.

## Początki organizacji
Organizacja powstała jesienią 1949 roku w Suwałkach z inicjatywy trzech uczniów suwalskiego Liceum Ogólnokształcącego – Franciszka Bobrowskiego, Kazimierza Dąbrowskiego i Lucjana Sawickiego. Pierwszym jej celem było zdobycie broni w celu przeprowadzania akcji dywersyjnych. Na początku października 1949 r. Lucjan Sawicki włamał się do mieszkania funkcjonariusza Milicji Obywatelskiej, Stefana Bohaterowicza, z którego córką się przyjaźnił. Z sypialni zabrał prywatny pistolet  Vis milicjanta bez amunicji. Tydzień później spotkał się z Marianem Ciupą, którego znał z obozu harcerskiego na Górnym Śląsku. Zdobył on amunicję do pistoletu i został przyjęty do organizacji wraz z innym uczniem suwalskiego liceum - Janem Puczyłowskim. 
Pod koniec października 1949 r. wszyscy członkowie HGPK spotkali się w mieszkaniu Sawickiego przy ul. Noniewicza 14, złożyli przysięgę i przybrali pseudonimy. Przysięga miała być składana przed krzyżem i pistoletem leżącym na stole. Komendantem organizacji został mianowany Lucjan Sawicki. Nowo wybrany dowódca zaproponował nawiązanie kontaktu z oddziałem partyzanckim Jana Sadowskiego i Piotra Burdyna działającym od początku 1949 r. na terenie powiatów suwalskiego i augustowskiego a Marian Ciupa przedstawił plan zdobycia pistoletu maszynowego PPSz. Konspiratorzy założyli, że będą rozbrajać funkcjonariuszy MO i ORMO, zastraszać członków PZPR, kolportować ulotki o treści antykomunistycznej i zdobywać środki pieniężne na swoje działania na okolicznych spółdzielniach.

## Akcje
Kilka dni później wszyscy członkowie organizacji udali się rowerami do wsi Udryn (gmina Jeleniewo), gdzie planowali zdobyć pistolet PPSz na miejscowym komendancie ORMO. Akcja zakończyła się niepowodzeniem, konspiratorzy wystrzelili jedynie w powietrze i powybijali szyby w domu komendanta ale w obawie o jego reakcję wycofali się, niszcząc po drodze linie telefoniczne aby zapobiec zorganizowaniu pościgu. Następną akcją grupy było zerwanie i zniszczenie czerwonej flagi powiewającej na budynku Powiatowego Związku Gminnych Spółdzielni. Sawicki, Ciupa i Bobrowski podjęli akcję rozbrojenia na ulicy Szkolnej w Suwałkach oficera 57. Pułku Piechoty, jednak napadnięty sięgnął po broń, co zmusiło napastników do ucieczki. Konspiratorzy podjęli również nieudaną próbę zdobycia broni u leśniczego Józefa Pachuckiego z Płociczna (leśniczego nie zastano w domu). W listopadzie 1949 r. do grupy przyłączyli się Józef Czyż „Kula” i Eugeniusz Ołów, natomiast z działalności konspiracyjnej wycofał się Marian Ciupa. W grudniu Józef Czyż wraz z Janem Puczyłowskim rozbroili na ulicy Krzywulskiej (obecnie ul. Szpitalna) funkcjonariusza MO. Zdobyty pistolet TT służył od tego czasu Puczyłowskiemu. 
Kolejne akcje HGPK miały charakter ekspropriacyjny. Na początku lutego 1950 r. Czyż, Sawicki i Ołów przeprowadzili próbę przejęcia pieniędzy pochodzących z podatków od sołtysów wsi Okuniowiec, Żubryn, Węgielnia i Osinki. Podszywając się pod członków ORMO, konspiratorzy prosili o okazanie dokumentów podatkowych, które sołtysi przekazywali do zarządu gminy. Uczestnikom akcji nie udało się zdobyć pieniędzy. Włamano się jedynie do szkoły w Osinkach, skąd skonfiskowano pieczątki oraz ostrzelano portrety Bolesława Bieruta i Michała Roli-Żymierskiego. Kolejna próba, przeprowadzona 27 lutego 1950 r. zakończyła się skonfiskowaniem 37 tysięcy złotych od sołtysa wsi Białe i 27 tys. od sołtysa Płociczna. Sołtysi otrzymali pokwitowania potwierdzone pieczęcią wykonaną z 20-groszowej monety. Po wykonaniu akcji nastąpiło spotkanie wszystkich członków HGPK w mieszkaniu Sawickiego. Zaczęto zastanawiać się nad przyłączeniem do oddziału Burdyna i Sadowskiego. Grupa została przemianowana na Konspiracyjną Organizację Młodzieżową, zdecydowano również o nieprzyjmowaniu nowych członków. Prawdopodobnie miało to związek z obawami przed dekonspiracją.
2 marca 1950 r. Sawicki, Puczyłowski i Czyż we wsi Osinki sterroryzowali bronią przebywającego na urlopie funkcjonariusza MO i odebrali mu pistolet TT. Prawdopodobnie w akcji brali udział również pozostali członkowie organizacji. W marcu 1950 r. konspiratorzy dokonali włamania do siedziby hufca harcerskiego, kancelarii Liceum Mechanicznego i budynku Powiatowego Zarządu ZMP, skąd zarekwirowali druki i pieczątki, aparat telefoniczny, maszynę do pisania i papier. Lokal ZMP został zdemolowany. W nocy z 13 na 14 kwietnia 1950 r. grupa przeprowadziła ekspropriację w sklepie Spółdzielni Samopomoc Chłopska we wsi Podwysokie. Zabrali stamtąd odzież i buty, artykuły papiernicze i żywność o łącznej wartości ok. 200 tys. złotych, zniszczyli również cały zapas alkoholu. 

## Spotkanie z oddziałem partyzanckim
2 maja 1950 r. Bobrowski, Czyż, Ołów i Puczyłowski udali się do wsi Jasionowo, gdzie mieli zamiar spotkać się z oddziałem Burdyna i przekazać mu zapas broni, żywności i artykułów piśmienniczych. Wcześniej w tym samym rejonie oddział przeprowadził akcję, w związku z czym teren był patrolowany przez funkcjonariuszy i współpracowników Powiatowego Urzędu Bezpieczeństwa Publicznego w Suwałkach oraz grupy operacyjne MO i KBW. Jeden z konfidentów zauważył konspiratorów i powiadomił UB. Została zorganizowana obława, z której Bobrowski (raniony w dłoń), Czyż i Ołów wydostali się uciekając w kierunku Kaletnika. Następnego dnia, za pośrednictwem siostry Józefa, Marianny Czyż, konspiratorzy skontaktowali się z oddziałem Burdyna i zostali do niego przyjęci.
Ranny w obławie Puczyłowski został schwytany. Podczas przesłuchania wyjawił funkcjonariuszom informacje o istnieniu organizacji, przeprowadzonych akcjach, miejscach zamieszkania członków i planach kolegów, którym udało się ujść z obławy. Następnego dnia do mieszkania Sawickiego wkroczyli funkcjonariusze UB aresztując w nim dowódcę KOM oraz Kazimierza Dąbrowskiego i Aleksandra Raczkowskiego (prawdopodobnie niezwiązany z KOM, przebywał w mieszkaniu Sawickiego przypadkiem). W mieszkaniu znaleziono broń i amunicję, wiatrówkę i maszynę do pisania.

## Dalsze losy członków organizacji
13 maja 1950 r. we Wrocławiu aresztowano Mariana Ciupę. Franciszek Bobrowski, został aresztowany 2 lipca 1950 r. po bitwie stoczonej z grupą operacyjną UB-MO-KBW w okolicach Płociczna. Został skazany na dożywocie zamienione później na 15 lat więzienia. Wyszedł na wolność 23 grudnia 1958 roku. Eugeniusz Ołów popełnił samobójstwo 24 lipca 1950 r. w miejscowości Jabłonowo (powiat olecki) okrążony przez obławę UB-KBW. Józef Czyż poległ 1 sierpnia 1950 r. wraz z bratem Henrykiem w okolicach wsi Suchodoły wcześniej wydostając się z obławy zorganizowanej przez KBW. Józef dobił rannego brata strzałem w głowę z pistoletu TT, a następnie rozerwał się granatem. Miejsce ich spoczynku nie jest znane.
Śledztwo w sprawie aresztowanych członków KOM (Sawicki, Puczyłowski, Dąbrowski, Ciupa i Raczkowski) trwało do 31 lipca 1950 r., kiedy oficer śledczy WUBP w Białymstoku sformułował akt oskarżenia. Konspiratorzy zostali obciążeni łącznie 46 zarzutami. Proces rozpoczął się 20 września 1950 r. Lucjan Sawicki został skazany na 13 lat więzienia z utratą praw publicznych i obywatelskich praw honorowych na 3 lata i przepadek mienia. Jan Puczyłowski otrzymał karę 10 lat więzienia, Kazimierz Dąbrowski – 7 lat, Marian Ciupa – 6 lat, a Aleksander Raczkowski – 2 lat.

## Podsumowanie działalności
W czasie swojej kilkumiesięcznej działalności HGPK/KOM wykonała 15 akcji, dwukrotnie podjęto próbę rozbrojenia milicjanta i raz – oficera Wojska Polskiego. Dwukrotnie zaatakowano gminne spółdzielnie, zarekwirowano ok. 64 tys. złotych z podatków rolnych od sołtysów, włamywano się do mieszkań osób związanych z UB, a także zniszczono sowiecką flagę i portrety prezydenta Bieruta i marszałka Roli-Żymierskiego. PUBP w Suwałkach nie prowadził sprawy operacyjnej przeciw któremukolwiek z członków organizacji, prawdopodobnie dlatego, że akcje HGPK/KOM przypisywano partyzantom z oddziału Sadowskiego i Burdyna.